# جوليو لوبيز
جوليو لوبيز (بالبرتغالية: Giulio Lopes‏) هو ممثل برازيلي، ولد في 1959 في البرازيل.

## وصلات خارجية
- جوليو لوبيز على موقع IMDb (الإنجليزية)
- جوليو لوبيز على موقع قاعدة بيانات الفيلم (الإنجليزية)